# كأس السوبر الأوروبي 2021
كأس السوبر الأوروبي 2021 هي النسخة الـ 46 من بطولات كأس السوبر الأوروبي، وهي مباراة كرة قدم سنوية ينظمها الاتحاد الأوروبي لكرة القدم وتجمع بين أبطال أقوى بطولتين كرويتين للأندية الأوروبية، وهما بطولة دوري أبطال أوروبا وبطولة الدوري الأوروبي.
واجه تشيلسي الإنجليزي، بطل دوري أبطال أوروبا 2020–21، خصمه فياريال الإسباني، الفائز بالدوري الأوروبي 2020–21، يوم 11 أغسطس 2021، على ملعب ويندسور بارك الواقع في بلفاست عاصمة أيرلندا الشمالية.
فاز تشيلسي بركلات الجزاء الترجيحية 6–5 بعد استمرار التعادل 1–1 في الوقت الإضافي ليحققوا كأس السوبر الأوروبي للمرة الثانية في تاريخهم.

## عن الفريقين
| الفريق  | طريقة التأهل                      | مشاركات سابقة (الخط الغليظ يشير لسنة الفوز) |
| ------- | --------------------------------- | ------------------------------------------- |
| تشيلسي  | الفائز بدوري أبطال أوروبا 2020–21 | 4 (1998، 2012، 2013، 2019)                  |
| فياريال | الفائز بالدوري الأوروبي 2020–21   | لا يوجد                                     |

## الاستضافة
أعلنت اليويفا في 1 نوفمبر 2018 أن أربع اتحادات أبدت اهتمامها باستضافة كأس السوبر الأوروبي 2021.
| البلد            | الملعب               | المدينة | السعة  | الملاحظات |
| ---------------- | -------------------- | ------- | ------ | --------- |
| بيلاروس          | ملعب دينامو          | مينسك   | 22,000 |           |
| فنلندا           | ملعب هلسنكي الأولمبي | هلسنكي  | 36,000 |           |
| أيرلندا الشمالية | ويندسور بارك         | بلفاست  | 18,434 |           |
| أوكرانيا         | ميتاليست أوبلاست     | خاركيف  | 40,003 |           |

تم إختيار ويندسور بارك من طرف اللجنة التنفيذية لليويفا خلال إجتماعهم في ليوبليانا، سلوفينيا يوم 24 سبتمبر 2019.

## المباراة

### التفاصيل
| تشيلسي                                                                  | 1–1 (ب.و.إ.) | فياريال                                                     |
| ----------------------------------------------------------------------- | ------------ | ----------------------------------------------------------- |
| زياش 27'                                                                | تقرير        | مورينو 73'                                                  |
| ركلات الترجيح                                                           |              |                                                             |
| - هافيرتس - أزبيليكويتا - ألونسو - ماونت - جورجينيو - بوليسيتش - روديغر | 6–5          | - مورينو - ماندي - إستوبينان - غوميز - رابا - فويث - ألبيول |

| تشيلسي | فياريال |

| رجل المباراة: جيرارد مورينو (فياريال) الحكام المساعدون: إيغور ديميشكو (روسيا) ماكسيم جافريلين (روسيا) الحكم الرابع: أليكسي كولباكوف (بيلاروس) حكم الفيديو المساعد: ماركو فريتز (ألمانيا) مساعدو حكم الفيديو المساعد: بول جيل (بولندا) ماسيميليانو إيراتي (إيطاليا) | قواعد المباراة - مباراة من 90 دقيقة. - 30 دقيقة وقت إضافي مقسمة إلى شوطين في حال انتهاء الوقت الأصلي بالتعادل. - في حال استمرار التعادل بعد الوقت الإضافي يتم اللجوء إلى ركلات الجزاء الترجيحية. - اثنا عشر لاعب بديل. - الحد الأقصى المسموح به بالتبديلات هو خمسة، مع السماح بسادس في الوقت الإضافي. |

## اُنظر أيضًا
- نهائي دوري أبطال أوروبا 2021.
- نهائي الدوري الأوروبي 2021.

## الملاحظات
1. ↑  سيتم منح كل فريق ثلاث فرص فقط لإجراء التبديلات، مع فرصة رابعة في الوقت الإضافي، باستثناء التبديلات التي تم إجراؤها في الشوط الأول، قبل بدء الأشواط الإضافية وفي الشوط الأول في الوقت الإضافي.

## وصلات خارجية
- كأس السوبر الأوروبي (الموقع الرسمي)